# تگاب (اروزگان)
تگاب یک منطقه مسکونی در افغانستان است که در ولایت اروزگان و در ولسوالی شهید حساس  واقع شده است.
مختصات:۳۲°۴۴′۲۶″ شمالی ۶۵°۱۶′۳۴″ شرقی / ۳۲٫۷۴۰۵۶°شمالی ۶۵٫۲۷۶۱۱°شرقی